# کیتوی گولتسی
کیتوی گولتسی (انگلیسی: Kitoy Goltsy) یکی از کوه‌های سیبری جنوبی در استان بوریاتیای ناحیه فدرالی خاور دور کشور روسیه است.